# Brauerei Bub
Vous pouvez aider à l'améliorer ou bien discuter des problèmes sur sa page de discussion.
- Il ne cite pas suffisamment ses sources. Vous pouvez indiquer les passages à sourcer avec {{référence nécessaire}} ou {{Référence souhaitée}}, et inclure les références utiles en les liant aux notes de bas de page. (Marqué depuis avril 2021)
- Il contient une ou plusieurs listes. Le texte gagnerait à être rédigé sous la forme d’un ou plusieurs paragraphes synthétiques, afin d’être plus agréable à lire. (Marqué depuis avril 2021)

- Archive Wikiwix
- Bing
- Cairn
- DuckDuckGo
- E. Universalis
- Gallica
- Google
- G. Books
- G. News
- G. Scholar
- Persée
- Qwant
- (zh) Baidu
- (ru) Yandex
- (wd) trouver des œuvres sur Wikidata

La Brauerei Bub est une brasserie à Leinburg.

## Histoire

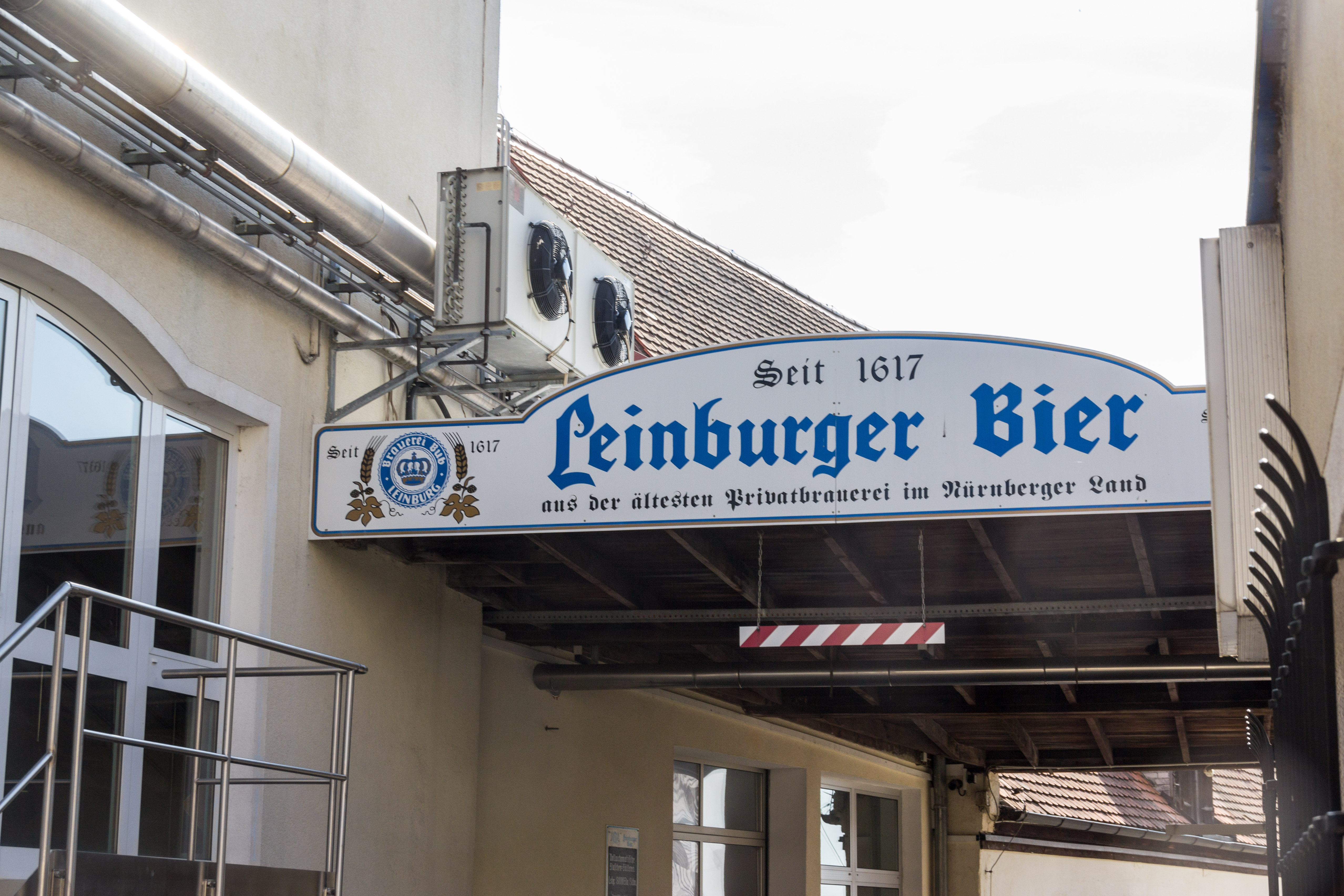
Entrée à la brasserie de Leinburg

La brasserie Bub est la brasserie privée la plus ancienne du Pays de Nuremberg. À l'instigation du patriciat de Nuremberg, la bière est brassée en 1617 à Leinburg. La brasserie, qui s'appelle alors Kyfabers Brey Haus, prend en 1830 le nom de brasserie Zur Krone, propriété de Johann Bub et Kunigunde Bachmeyer. Depuis lors, la société est gérée par des membres de la famille Bub. À l'origine, les Bub sont des meuniers et exploitent à côté d'autres moulins l'ancien Roßmühle et l'Obermühle du Reichswald de Nuremberg.

## Production
- Leinburger Weissbier
- Leinburger Weizen-Bock
- Leinburger Dunkel
- Leinburger Senatoren Dunkel
- Leinburger Pils
- Leinburger Hell
- Leinburger Lager
- Leinburger Goldmärzen
- Leinburger Weihnachtsfestbier